# Lebiasina colombia
Lebiasina colombia är en fiskart som beskrevs av Ardila Rodríguez 2008. Lebiasina colombia ingår i släktet Lebiasina och familjen Lebiasinidae. Inga underarter finns listade i Catalogue of Life.